# Simon Barker
Simon Barker (* 4. November 1964 in Farnworth) ist ein ehemaliger englischer Fußballspieler. Der technisch begabte Mittelfeldspieler wurde beim Zweitligisten Blackburn Rovers ausgebildet und gewann mit dem Klub im Jahr 1987 den Full Members Cup. Ein Jahr später wechselte er in die höchste englische Spielklasse zu den Queens Park Rangers und verbrachte zehn Jahre bei „QPR“.

## Sportlicher Werdegang

### Blackburn Rovers
Barker begann seine aktive Profilaufbahn bei den Blackburn Rovers, nachdem er dort bereits seit 1978 ausgebildet worden war und dabei in seiner Jugend unter anderem für die Pflege der Fußballschuhe von Noel Brotherston als „Boot Boy“ verantwortlich gewesen war. Er galt dabei in seiner Region Greater Manchester als eines der größten Talente und absolvierte als Schüler eine Reihe von Auswahlspielen. Ihm gelang dann in der Zweitligasaison 1982/83 der Sprung in Blackburns erste Mannschaft unter dem damaligen Trainer Bobby Saxton. Dabei hatte er in jungen Jahren auch ein Angebot von Manchester United erhalten, dieses aber abgelehnt, weil er sich bei den „Rovers“ größere Chancen in der „ersten Elf“ ausrechnete.
Ab der Spielzeit 1983/84 begann sich Barker in der Mittelfeldzentrale zu etablieren. Dabei zeigte er sich nicht nur ballsicher, sondern auch mit einem guten Passspiel augestattet und war torgefährlich. Mit 28 Zweitligaeinsätzen führte er den Klub auf den sechsten Rang im gesicherten Mittelfeld, aber auch deutlich mit 13 Punkten von den Aufstiegsrängen entfernt. In der anschließenden Saison 1984/85 verpasste Barker nur vier von 42 Ligaspielen und neben der Verbesserung auf den fünften Platz wurde der Erstligaufstieg nunmehr hauchdünn nur um einen Punkt verfehlt. Die Spielzeit 1985/86 verlief für Barker ambivalent. Während er als Mittelfeldspieler beachtliche zehn Zweitligatore erzielte und dafür vereinsintern zu besten Spieler gewählt wurde, stürzte Blackburn in der Tabelle ab und konnte den „Worst Case“ eines Drittligaabstiegs mit nur drei Punkten Abstand auf Carlisle United abwenden. Unter dem neuen Trainer Don Mackay geriet der Verein wieder in ruhigeres Fahrwasser. Neben einem Platz im gesicherten Mittelfeld feierte Blackburn einen Achtungserfolg im Full Members Cup und besiegte im 1987er Finale im Wembley-Stadion Charlton Athletic nach einem Tor von Colin Hendry mit 1:0. In einem letzten Aufstiegs-Versuch in der Saison 1987/88 war Barker dann Teil der Blackburn-Mannschaft, die die Playoffs erreichte, dort jedoch im Halbfinale am FC Chelsea scheiterte.
Als mittlerweile 23-jähriger etablierter offensiver Mittelfeldspieler, der in den vergangenen drei Jahren 30 Zweitligatore geschossen hatte, suchte Barker anschließend die Herausforderung, sich in der höchsten englischen Spielklasse zu beweisen. Nach dem Vertragsende in Blackburn fand er im Juli 1988 mit den Queens Park Rangers einen geeigneten Interessenten, dessen Trainer Jim Smith die ausgerufene Ablösesumme von 400.000 Pfund zu zahlen bereit war – für beide Klubs stellte dieser Betrag einen Rekord dar. Smith war in den 1970ern Trainer der Blackburn Rovers gewesen und Barker wurde von Bobby Saxton nachhaltig empfohlen.

### Queens Park Rangers
In seiner Debütsaison 1988/89 für „QPR“ tat sich Barker zunächst schwer, zumal sein Fürsprecher Smith den Klub im Dezember 1988 verließ. Der neue Trainer Trevor Francis degradierte Barker in die Reversemannschaft und dieser begann seinen Abgang aus Blackburn zu bereuen. Rettung nahte dann im Sommer 1989, als Don Howe zunächst als Co-Trainer anheuerte und dann nach Francis’ Entlassung im November 1989 selbst Cheftrainer wurde. Von dort an war er eine feste Größe, als er unter Howe zunächst den elften Rang und in der Saison 1990/91 den zwölften Abschlusstabellenplatz erreichte. Nach einem weiteren elften (Mittelfeld-)Platz in der Saison 1991/92 unter Gerry Francis verbesserte sich der Klub in der ersten Premier-League-Saison 1992/93 auf einen beachtlichen fünften Platz und war damit bester Londoner Verein. Nach zwei weiteren Spielzeiten unter dem neuen Trainer Ray Wilkins mit einstelligen Plätzen in der Abschlusstabelle traf den Verein der Verkauf des Topstürmers Les Ferdinand hart und 38 Tore in 38 Spielen reichten nicht für den Klassenerhalt, so dass Barker mit den Queens Park Rangers als Vorletzter in der Saison 1995/96 abstieg.
Unter Trainer Stewart Houston wurde das Wiederaufstiegsziel in der Zweitligasaison 1996/97 verpasst und die Dinge verschlechterten sich weiter, als QPR mit nur einem Punkt Abstand auf die Abstiegsränge den Klassenerhalt sicherte. Zum Abschluss seiner Zeit bei den Queens Park Rangers wurde für ihn ein Abschiedsspiel („Testimonial Match“) gegen die jamaikanische Nationalmannschaft organisiert. Insgesamt hatte Barker für QPR 351 Pflichtspiele absolviert und dabei 41 Tore geschossen.

### Port Vale
Ab September 1998 ließ Barker beim Zweitligisten Port Vale die aktive Karriere ausklingen. Bereits im Dezember 1998 kam es zum Wiedersehen mit den Queens Park Rangers. Hier gelang ihm an der Loftus Road ein Tor, verlor die Partie jedoch mit 2:3. Mit 26 Zweitligapartien verhalf Port Vale für Stabilität in einer turbulenten Zeit unter wechselnden Trainer wie John Rudge und Brian Horton. Nach dem 1999er Klassenerhalt kam er in seiner letzten Spielzeit 1999/2000, die dann doch den Abstieg brachte, nur noch zu sechs Einsätzen und beendete seine Karriere, nachdem er sich im November 1999 verletzt hatte.

### Spielergewerkschaft PFA
Barker plante ursprünglich ins Trainerfach zu wechseln, entschied sich dann aber dazu, auf Vollzeitbasis ab 1999 für die englische Profispielergewerkschaft Professional Footballers’ Association (PFA) zu arbeiten. Im Verlauf der Jahre wurde er leitender Angestellter der PFA.

## Titel/Auszeichnungen
- Full Members Cup (1): 1987